# Тумановка (Омская область)
Тумановка — село в Москаленском районе Омской области России. Входит в состав Тумановского сельского поселения. Население 731 чел. (2010) .

## История
В соответствии с Законом Омской области от 30 июля 2004 года № 548-ОЗ «О границах и статусе муниципальных образований Омской области»село возглавило образованное «Тумановское сельское поселение».

## География
Тумановка находится в пределах Ишимской равнины, являющейся частью Западно-Сибирской равнины, в заболоченной местности.

## Население
| 2010 |
| ---- |
| 731  |

Гендерный состав
По данным Всероссийской переписи населения 2010 года в гендерной структуре населения из 731 человек мужчин — 349, женщин — 382	(47,7 и 52,3 % соответственно)
Национальный состав
Согласно результатам переписи 2002 года, в национальной структуре населения русские составляли 84 % от общей численности населения в 739 чел..

## Инфраструктура
Администрация поселения. Почтовое отделение.

## Транспорт
Автодорога «Москаленки — Тумановка» (идентификационный номер 52 ОП МЗ Н-205) длиной 19,20 км..